# Route nationale 443
Pour les articles homonymes, voir Route 443.
La route nationale 443, ou RN 443, était une route nationale française reliant Montargis à Brienne-le-Château.
Depuis les déclassements de 1972 elle a été renommée D 943 et D 443 dans l'Aube. Le tracé de Joigny à Avrolles est un ancien tronçon de la RN 5bis.

## De Montargis à Saint-Florentin (D 943)
- Montargis (km 0)
- Amilly (km 4)
- Saint-Germain-des-Prés (km 11)
- Château-Renard (km 18)
- Triguères (km 22)
- Douchy (km 28)
- Dicy (km 32)
- Villefranche-Saint-Phal (km 34)
- Béon (km 50)
- Joigny (km 57)
- Laroche-Saint-Cydroine (km 63)
- Migennes (km 66)
- Esnon (km 71)
- Brienon-sur-Armançon (km 74)
- Avrolles (km 80)

## De Saint-Florentin à Brienne-le-Château (D 943, D 443)
La route faisait tronc commun avec la RN 5 jusqu'à Germigny
- Les Croûtes D 443  (km 94)
- Chessy-les-Prés (km 100)
- Vanlay (km 109)
- La Loge-Pomblin (km 112)
- Chaource (km 120)
- Lantages (km 126)
- Villemorien (km 133)
- Bar-sur-Seine (km 140)
- Magnant (km 149)
- Thieffrain (km 152)
- Vendeuvre-sur-Barse (km 157)
- Amance (km 165)
- Dienville (km 172)
- Brienne-la-Vieille (km 175)
- Brienne-le-Château (km 178)